# Szemaglutid
A szemaglutid olyan antidiabetikus gyógyszer, amelyet a 2-es típusú cukorbetegség kezelésére, és elhízás ellen, hosszú távú testsúlyszabályozásra használnak. Ez egy peptid, amely hasonló a glukagonszerű peptid-1 (GLP-1) hormonhoz, amelynek oldallánca módosítva van. Szubkután injekcióban vagy szájon át is beadható. Cukorbetegség esetén Ozempic és Rybelsus márkanéven, fogyás céljára pedig Wegovy márkanéven árulják.
A szemaglutid egy glukagonszerű peptid-1 receptor agonista. A leggyakoribb mellékhatások közé tartozik a hányinger, hányás, hasmenés, hasi fájdalom és székrekedés.
2017-ben engedélyezték orvosi használatra az Amerikai Egyesült Államokban 2021-ben ez volt a 90. leggyakrabban felírt gyógyszer az Egyesült Államokban, több mint nyolcmillió recepttel.

## Orvosi felhasználása
A szemaglutidot diétaadjuvánsként ajánlják glikémiakontrollra 2-es típusú diabétesz esetén.
A nagyobb dózisú szemaglutid készítmény diéta és testmozgás kiegészítéseként javasolt elhízott felnőtteknél (kezdeti testtömegindex (BMI≥30 kg/m²) hosszú távú testtömeg-szabályozás céljából, vagy túlsúlyosak (a kezdeti BMI ≥ 27 kg/m²) és legalább egy súlyfüggő társbetegségük van. Az orális szemaglutid három hatáserősségben kerül forgalomba: 3 mg, 7 mg és 14 mg. A szemaglutid szubkután injekciója hat hatáserősségben kapható: 0,25 mg, 0,5 mg, 1 mg, 1,7 mg, 2 mg és 2,4 mg.

### Táplálkozási zavarok
A szemaglutidot és a hasonló gyógyszereket, például a dulaglutidot és a liraglutidot a mértéktelen evészavar (BED) kezelésére használták, mivel ezek sikeresen minimalizálják az étkezéssel kapcsolatos rögeszmés gondolatokat és a falási késztetéseket. E hatóanyagok egyes használói arról számoltak be, hogy jelentősen csökkent a köznapi nyelvben „ételzajnak” nevezett jelenség (állandó, megállíthatatlan gondolatok az evésről, annak ellenére, hogy fizikailag nem éhesek), ami a BED egyik tényezője lehet.

## Káros mellékhatások
A lehetséges mellékhatások közé tartozik az émelygés, hasmenés, hányás, székrekedés, hasi fájdalom, fejfájás, fáradtság, emésztési zavar/gyomorégés, szédülés, hasi puffadás, böfögés, hipoglikémia (alacsony vércukorszint), 2-es típusú cukorbetegség, flatulencia, gastroenteritisz és gastrooesophagealis reflux betegség (GERD). Hasnyálmirigy-gyulladást, gastroparesist és bélelzáródást is okozhat.
Az amerikai FDA szemaglutidismertetője bekeretezett figyelmeztetést tartalmaz rágcsálók pajzsmirigy C-sejtes daganataira. Nem ismert, hogy a szemaglutid okoz-e pajzsmirigy C-sejtes daganatokat, beleértve a medulláris pajzsmirigykarcinómát is emberekben.

## Ellenjavallatok
A GLP-1 által közvetített pajzsmirigy C-sejtes hiperplázia rágcsálókon végzett vizsgálataiból származó adatok azt mutatják, hogy a használat ellenjavallt olyan személyeknél, akiknek személyes vagy családi anamnézisében medulláris pajzsmirigykarcinóma vagy 2-es típusú többszörös endokrin neoplázia szerepel.

## Hatásmechanizmusa
A szemaglutid egy glukagonszerű peptid-1 receptoragonista. A gyógyszer csökkenti a vércukorszintet, amit elméletileg az inkretin glukagonszerű peptid-1 (GLP-1) utánzása okoz. Úgy tűnik, hogy fokozza a hasnyálmirigy béta-sejtjeinek növekedését is, amelyek felelősek az inzulintermelésért és -felszabadulásért. Ezenkívül gátolja a glukagon termelését, amely hormon fokozza a glikogenolízist (a tárolt szénhidrát felszabadulását a májból) és a glükoneogenezist (új glükóz szintézisét). Csökkenti a táplálékfelvételt azáltal, hogy mérsekli az étvágyat, és lassítja az emésztést a gyomorban, segít csökkenteni a testzsírt.

## Szerkezete és farmakológiája

A semaglutid és liraglutid szerkezetének sematikus ábrázolása a GLP-1-hez képest

A szemaglutid kémiailag hasonló a humán GLP-1-hez, amelynek első hat aminosava hiányzik. A szubsztitúciók a GLP 8. és 34. pozíciójában (szemaglutid 2. és 28. pozíció) történnek, ahol az alanint és a lizint 2-amino-izovajsav, illetve arginin helyettesíti. Az alanin helyettesítése megakadályozza a dipeptidil-peptidáz-4 általi kémiai lebontását. A 26-os GLP-pozíción (20-as szemaglutid-helyzetben) lévő lizinhez egy hosszú lánc kapcsolódik, amely 17 szénatomos lánccal és karboxilcsoporttal végződik. Ez növeli a gyógyszer kötődését a vérfehérjéhez (albumin), ami lehetővé teszi hosszabb jelenlétét a vérkeringésben.
A szemaglutid felezési ideje a vérben körülbelül hét nap (165–184 óra). Szubkután injekcióban vagy szájon át beadható.

## Története
2008 júniusában egy II. fázisú klinikai vizsgálat megkezdte a szemaglutid tanulmányozását.
2012-ben a Novo Nordisk kutatócsoportja kifejlesztette a szemaglutidot hetente egyszeri diabétesz terápiára a liraglutid hosszabb hatású alternatívájaként. Az Ozempic márkanevet kapta. A klinikai vizsgálatok 2016 januárjában kezdődtek és 2017 májusában fejeződtek be
2021 márciusában egy III. fázisú randomizált, kettős vak vizsgálatban 1961, 30 vagy annál nagyobb testtömegindexű felnőttet 2:1 arányban rendeltek hetente egyszer szubkután szemaglutiddal vagy placebóval, valamint életmódbeli változással. A kísérleteket 129 helyszínen, 16 országban végezték Ázsiában, Európában, Észak- és Dél-Amerikában. A testtömeg átlagos százalékos változása a 68. héten –14,9% volt a szemaglutid csoportban, szemben a –2,4% placebóval, a becsült kezelési különbség –12,4 százalékpont (95% CI, −13,4 és −11,5 között).
Az elhízás elleni kezelések 2022-es áttekintése megállapította, hogy a szemaglutid, valamint a tirzepatid (amelynek hatásmechanizmusa átfedésben van vele) ígéretesebbek voltak, mint a korábbi elhízás elleni gyógyszerek, bár kevésbé hatékonyak, mint a bariátriai (gyomorszűkítő) műtét.
2023 márciusában a Novo Nordisk egyik tisztviselője azt mondta, hogy a szemaglutidot fogyás céljából alkalmazó betegek a kezelés abbahagyását követő öt éven belül visszahízzák eredeti súlyukat.
Az Egyesült Államok Élelmiszer- és Gyógyszerügyi Hivatala (FDA) jóváhagyta a szemaglutidot hét, 4087 résztvevővel végzett klinikai vizsgálat bizonyítékai alapján a 2-es típusú cukorbetegség kezelésére. A kísérleteket 536 helyszínen végezték 33 országban, köztük Kanadában, Mexikóban, az Orosz Föderációban, Ukrajnában, Törökországban, Indiában, Dél-Afrikában, Japánban, Hongkongban, több európai országban, Argentínában és az Egyesült Államokban. E vizsgálatok közül kettőben (NCT #02054897 és NCT#02305381) a résztvevőket véletlenszerűen jelölték ki arra, hogy hetente szemaglutidot vagy placebo injekciót kapjanak. Sem a résztvevő, sem az egészségügyi szolgáltató nem tudta, melyik kezelést adják a vizsgálatok befejezéséig (kettős vakteszt). A kezelést 30 hétig végezték. A másik öt vizsgálatban (NCT #01930188, 01885208, 02128932, 02207374, 02254291) a résztvevőket véletlenszerűen besorolták arra, hogy szemaglutidot vagy más antidiabetikus gyógyszert kapjanak, miközben a résztvevő és a szolgáltató (se) tudta, hogy négy triálban melyik gyógyszert adják. A kezelést 30 vagy 56 hétig végezték.
Mindegyeik kísérletben a HbA1c-t a vizsgálat kezdetétől a vizsgálat végéig mérték, és összehasonlították a szemaglutid csoport és a többi csoport között.
Az FDA egy különálló vizsgálat adatait is figyelembe vette (NCT #01720446), amelyben 3297 páciens vett részt 2-es típusú cukorbetegséggel, akiknél magas volt a szív- és érrendszeri események kockázata. Ezt a vizsgálatot Európa 20 országában, az Orosz Föderációban, Törökországban, Izraelben, Malajziában, Brazíliában, Mexikóban, Thaiföldön, Tajvanon, Kanadában és az Egyesült Államokban végezték el. A résztvevőket véletlenszerűen besorolták arra, hogy szemaglutidot vagy placebót kapjanak. Sem a résztvevő, sem az egészségügyi szolgáltató nem tudta, hogy milyen kezelésben részesül. A kezelést 104 hétig (2 évig) végezték; a szív- és érrendszeri események előfordulását, beleértve a szívrohamot, a stroke-ot és az instabil angina (szívinfarktushoz közeli) miatti kórházi kezelést, feljegyezték és összehasonlították a résztvevők két csoportjában.

## Társadalom és kultúra

### Jogi helyzet
2016 decemberében benyújtották az amerikai FDA-hoz az új gyógyszer alkalmazása iránti kérelmét (NDA), majd 2017 októberében az FDA tanácsadó-bizottsága egyhangúlag jóváhagyta azt.
2017 decemberében az Ozempic márkanevű injekciós változatot cukorbetegek számára engedélyezték az Egyesült Államokban és 2018 januárjában Kanadában.
2018 februárjában az engedélyt az Európai Unióban is megadták. 2018 márciusában Japánban, és 2019 augusztusában Ausztráliában adták ki.
2019 szeptemberében az Egyesült Államokban, az Európai Unióban pedig 2020 áprilisában engedélyezték orvosi használatra a szájon át szedhető változatot (Rybelsus).
2021 júniusában az FDA jóváhagyta a Wegovy márkanéven forgalmazott, injekciós használatra szánt, nagyobb dózisú változatot mint elhízás elleni gyógyszert a felnőttek hosszú távú testsúlyának szabályozására. 2021 novemberében az Európai Gyógyszerügynökség (EMA) emberi felhasználásra szánt gyógyszerek bizottsága (CHMP) a Wegovy forgalomba hozatali engedélyének kiadását javasolta a Novo Nordisk A/S számára. 2022 januárjában a Wegovyt orvosi használatra engedélyezték az Európai Unióban.
2023 januárjában frissítették a Rybelsus ismertetőjét, hogy tükrözze, hogy első vonalbeli kezelésként használható felnőtteknél. 2-es típusú cukorbetegség esetén.
A szürkepiaci eladók nem engedélyezett termékeket kínálnak az interneten, amelyekről azt állítják, hogy szemaglutid. Ez a gyakorlat illegális az Egyesült Államokban, de néhány vásárló illetéktelen kiskereskedőkhöz fordul, mivel megtagadják a társadalombiztosítást, így nem engedhetik meg maguknak a márkás gyógyszert.
2023 októberében Belgium bejelentette, hogy fontolóra veszi az Ozempic súlycsökkentő gyógyszerként való használatának ideiglenes betiltását, mivel a kereslet hirtelen megnövekedett, ami a gyógyszer hiányához vezetett, és ez várhatóan 2024 közepéig tart. A kormány korábban azt tanácsolta az egészségügyi szakembereknek, hogy csak cukorbetegeknek írják fel a gyógyszert. Hasonló végzést adott ki az Egyesült Királyság kormánya a hónap elején, emellett megtiltotta új receptek felírását 2-es típusú cukorbetegségben szenvedőknek (is).

### Generikumai
A szabadalom a tervek szerint 2026-ban jár le, de egy kínai bíróság 2022-ben úgy döntött, hogy a szemaglutiddal kapcsolatos összes megadott szabadalmi védettség érvénytelen. A Novo Nordisk fellebbezett az ítélet ellen.
Brazíliában a Legfelsőbb Bíróság megtagadta a szemaglutid szabadalmi oltalmának meghosszabbítását, amely 2026-ban jár le.

### Gazdasági információk
"Az Ozempic, a T2D kezeléshez használt szemaglutid injekció listaára az Egyesült Államokban 936 amerikai dollár, Japánban 169 dollár. Az ára Kanadában 147 dollár, Svájcban 144 dollár, Németországban és Hollandiában 103 dollár, Svédországban 96 dollár, az Egyesült Királyságban 93 dollár. Királyságban, és 87 dollár Ausztráliában. Franciaországban volt a legalacsonyabb ár, 83 dollár." (2023. augusztus 21.)
Az Egyesült Államokban a Wegovy havi listaára 2022-től 1349,02 dollár, ami arra utal, hogy a magas költségek miatt sok olyan ember, akinek "a fogyásra leginkább szüksége lenne, nem engedhet meg magának ilyen drága gyógyszereket". Az Ozempic magas költségei arra késztettek néhány biztosítótársaságot, hogy kivizsgálják, és megtagadják a betegek fedezetét, mivel a társaságok nem tartották elegendő bizonyítéknak a diabétesz diagnózisának alátámasztására, mivel azt állítják, hogy a fogyás érdekében felírt gyógyszer nem megalapozott biztosításra.
Az Egyesült Királyságban a szemaglutid NHS-receptre kapható cukorbetegség kezelésére, névleges költséggel vagy ingyenesen a betegek számára. Elhízás esetén is elérhető, kétéves kezelésre korlátozva.
A nagy kereslet 2023-ban világméretű szemaglutidhiányt okozott; A hiány idején az Egyesült Királyságban nem adtak ki új recepteket.
2023-ra a Novo Nordisk az Európai Unió legértékesebb vállalatává vált, több mint $500 milliárd értékben, és a közelmúltbeli Dánia gazdasági növekedésének szinte teljesen neki köszönhető.

### Hamisítványok
2023 októberében hamis Ozempic tollak értékesítéséről érkeztek jelentések Európában. Valószínűleg inzulint tartalmaztak, és több embert hipoglikémiával és görcsrohamokkal kórházba kellett szállítani. 2023 decemberében az FDA figyelmeztetést adott ki a hamisított Ozempic miatt az Egyesült Államokban.
Egyes hamisítványokról kiderült, hogy a szemaglutid sóit tartalmazzák, beleértve a nátriumot és az acetátot, hogy elkerüljék a szemaglutid alaptermék szabadalmának megsértését, és az FDA ezeket nem tartja biztonságosnak vagy hatékonynak.

## Kutatása
Egy 2014-es metaanalízis megállapította, hogy a szemaglutid hatékony lehet a májenzimek (transaminitis) csökkentésében, és javíthatja a metabolikus diszfunkcióval összefüggő szteatotikus májbetegség egyes radiológiailag megfigyelt jellemzőit. A francia nemzeti egészségbiztosítási rendszer adatbázisa korábban azt sugalta, hogy a glukagonhoz hasonló peptid-1 receptor agonisták, mint például az exenatid, liraglutid és dulaglutid 1-3 éves használata összefüggésbe hozható a pajzsmirigyrák fokozott előfordulásával. A szemaglutid ugyanabba a gyógyszercsaládba tartozik. Egy 37 randomizált, kontrollos vizsgálat és 19 valós világban végzett vizsgálat (46 719 beteg) adatait tartalmazó metaanalízis azt mutatta, hogy a szemaglutid 18 hónapon át történő alkalmazása nem járt együtt a rák megnövekedett kockázatával, amit számos bizonyíték támaszt alá.
Egy Eli Lilly, a tirzepatid gyártója által finanszírozott tanulmány 2021-ben megállapította, hogy ha a szemaglutidot hetente egyszer alkalmazzák a metformin kiegészítő terápiájaként a. 2-es típusú cukorbetegségeknél azt találták, hogy a tirzepatidnál (Mounjaro márkanéven árulják) a glikohemoglobin, az A1C és a testtömeg csökkenésének mindkét végpontjában rosszabbnak bizonyult, nagyjából hasonló biztonsági profillal. Ugyanez a tanulmány rámutatott, hogy a szemaglutidról kiderült, hogy a tirzepatidhoz képest kevésbé súlyos mellékhatásokat okoz.
2023 júliusában az Izlandi Gyógyszerügynökség két öngyilkossági gondolatról és egy önsérülésről számolt be az injekciót használók körében, ezért az Ozempic, a Wegovy, a Saxenda és hasonló gyógyszerek biztonságossági értékelését kérte. 2024 januárjában az FDA által végzett előzetes felülvizsgálat megerősítette, hogy nem találtak olyan bizonyítékot, amely arra utalna, hogy a gyógyszer öngyilkossági gondolatokat vagy cselekedeteket váltana ki.

## Fordítás
- Ez a szócikk részben vagy egészben  a   Semaglutide című angol Wikipédia-szócikk ezen változatának fordításán alapul.  Az eredeti cikk szerkesztőit annak laptörténete sorolja fel. Ez a jelzés csupán a megfogalmazás eredetét és a szerzői jogokat jelzi, nem szolgál a cikkben szereplő információk forrásmegjelöléseként.